# Cemitério Fluntern

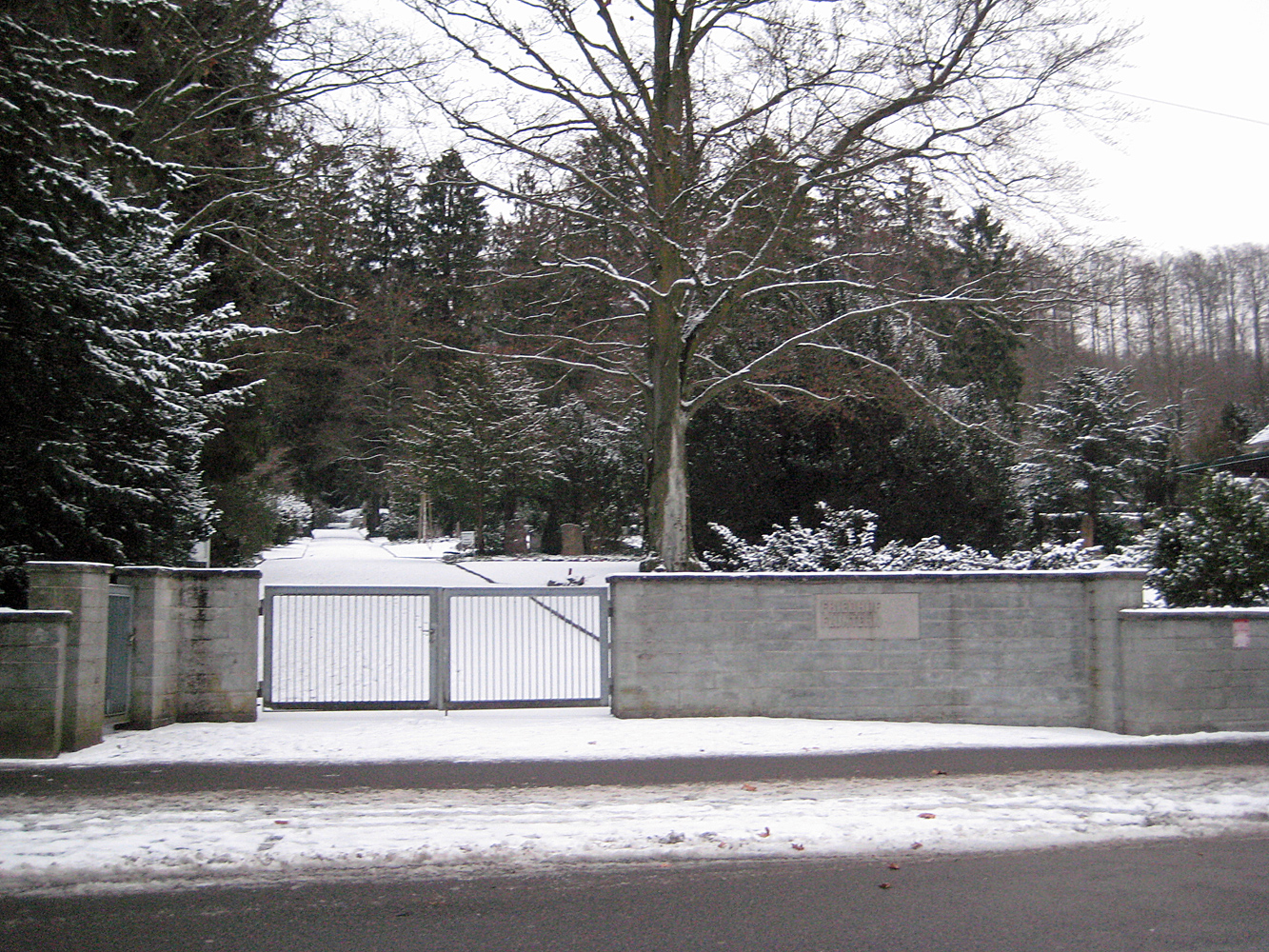

O Cemitério Fluntern (em alemão:  Friedhof Fluntern) é um cemitério localizado em Zürichberg, distrito de Zurique, Suíça.

## Sepultamentos notáveis
- Emil Abderhalden (1877 – 1950) bioquímico e fisiologista suíço
- Anita Augspurg (1857 – 1943) advogada, atriz, escritora e feminista alemã
- Nora Barnacle (1884 – 1951) a musa e mulher de James Joyce
- Friedrich Hegar (1841 – 1927) compositor, maestro e violinista suíço
- James Joyce (1882 – 1941) novelista e poeta irlandês
- Therese Giehse (1898 – 1975) atriz alemã
- Elias Canetti (1905 – 1994) novelista modernista e dramaturgo búlgaro
- Paul Karrer (1889 – 1971) Químico orgânico suíço, Nobel de Química em 1937
- Albert Meyer (1870 - 1953) político suíço
- Karl Moser (1860 – 1936) arquiteto suíço
- Wilhelm Oechsli (1851 – 1919) historiador suíço
- Leopold Ružička (1887 – 1976) cientista croata, Nobel de Química em 1939
- Paul Scherrer  (1890 – 1969) físico suíço
- Péter Szondi
- Leopold Szondi
- Max Rychner jornalista e escritor suíço
- Warja Lavater[1]
- Sigmund Widmer (1919 - 2003) historiador, escritor e político suíço[2]